# Stadtkanal (Potsdam)

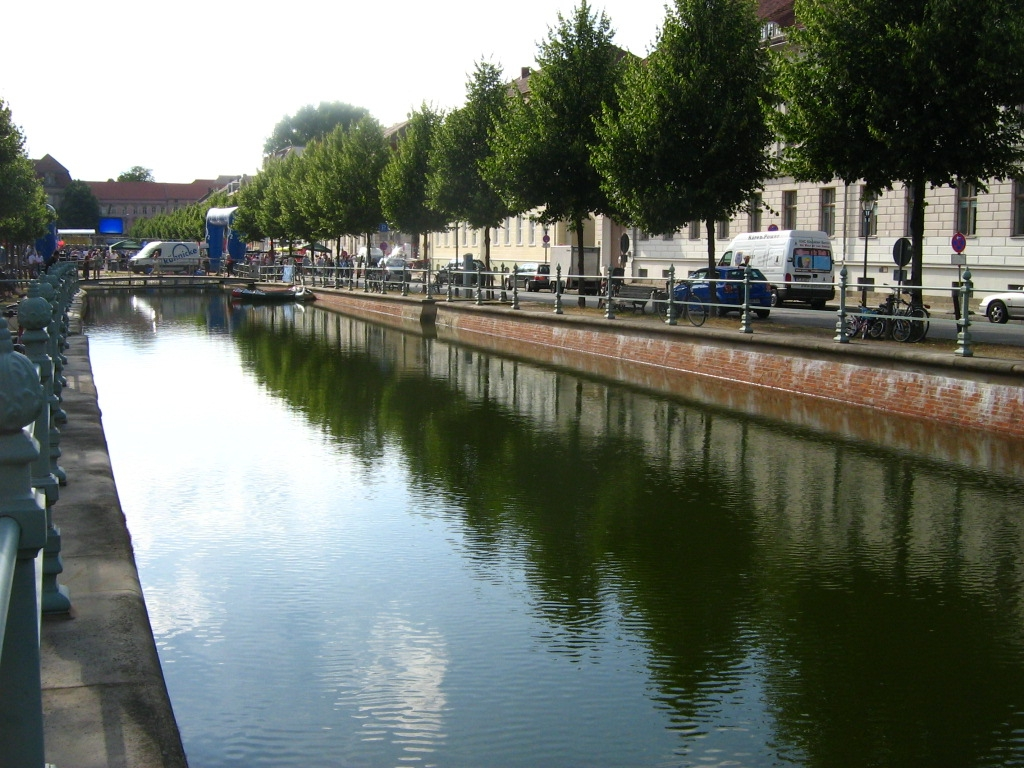
Eerste gedeelte van de gereconstrueerde stadsgracht

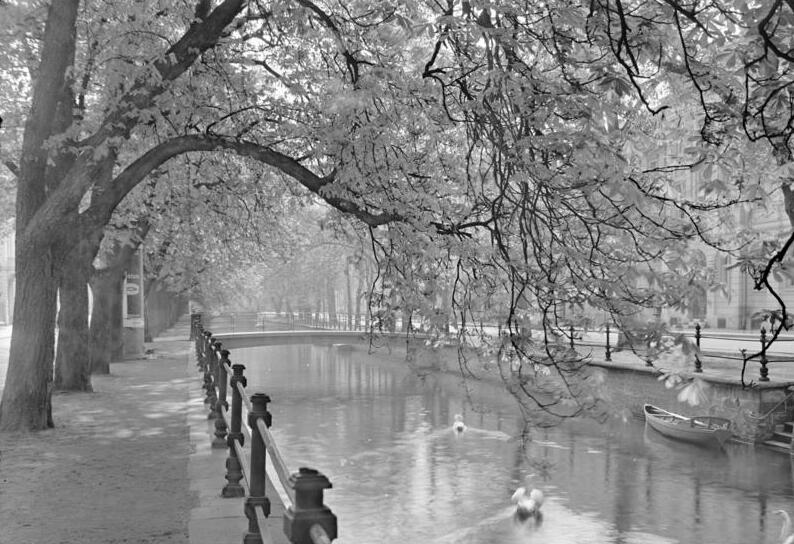
Stadsgracht aan de Yorckstraat in 1928

Het Potsdamer Stadtkanal (stadsgracht) is een waterweg in de Duitse stad Potsdam. De eerste afwateringskanalen werden al in de Middeleeuwen aangelegd. De Soldatenkoning Frederik Willem I liet vanaf 1722 deze afwateringskanalen verder uitgraven voor het gebruik als stadsgracht. In 1965 werd deze stadsgracht gedempt maar zij wordt sinds 1999 weer uitgegraven en gereconstrueerd.

## Geschiedenis

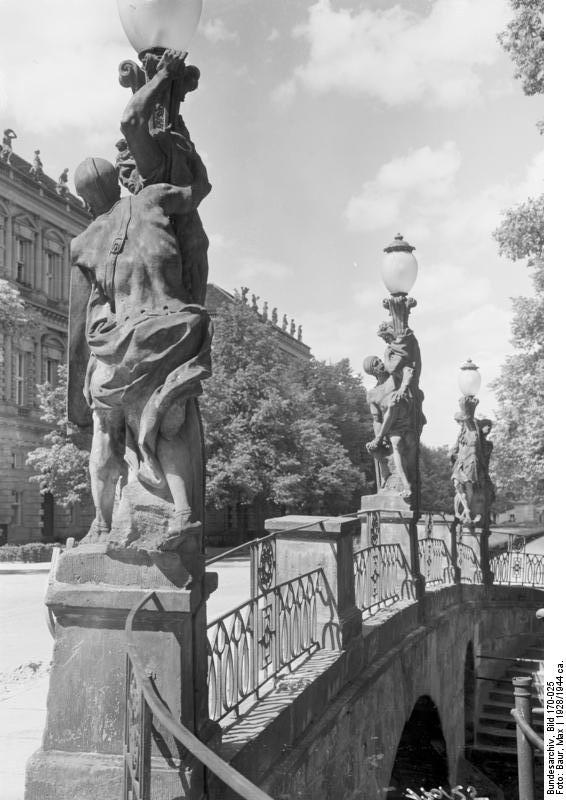
De met beelden versierde Breite Brücke

Aan het einde van de 12e eeuw ontstonden de eerste afwateringskanalen in Potsdam. In 1673 werd een nieuwe stadsgracht gegraven om het Nicolausmeer, tegenwoordig de Platz der Einheit, droog te leggen. Vanaf 1722 werd de stadsgracht in opdracht van Frederik Willem I rechtgetrokken en verder uitgediept. De bodem werd met eikenhout bekleed. De houten bruggen werden inklapbaar gemaakt zodat de stadsgracht ook voor (water)transport kon worden gebruikt. Dit was vooral nodig voor de aanlevering van bouwmateriaal bij de eerste- en tweede stadsuitbreiding. Door de aanleg van de stadsgracht kon ook de Bassinplaats (Bassinplatz) worden drooggelegd. De zoon van Frederik Willem I, Frederik de Grote, liet tussen 1764 en 1786 de stadsgracht verder uitbreiden en verfraaien. De Hollandse grachten dienden hierbij als voorbeeld. Hierdoor noemde men de stadsgracht ook wel de "Potsdamer Gracht". De eikenhouten wanden werden vervangen door kalkzandsteen. Frederik de Grote liet een gedecoreerd gietijzeren hekwerk langs de stadsgracht plaatsen en de houten bruggen werden vervangen door negen stenen bruggen waarop fraaie beelden werden aangebracht. Bij de bruggen werden trapjes aangebracht zodat de vissers en transporteurs bij hun bootjes konden komen.
Al in 1809 kwamen er klachten van bewoners over de stank van de stadsgracht en wilde men dat deze werd gedempt. Deze stank werd veroorzaakt doordat veel rioolwater werd geloosd in het bijna stilstaande water van de stadsgracht. In 1889 werd de gracht al gedeeltelijk gedempt. Na de vernielingen van de Tweede Wereldoorlog werd er begonnen met de reconstructie van de stadsgracht en de bruggen. In 1952 werden de wanden van kalkzandsteen van de stadsgracht vernieuwd. Daarnaast werden de beelden op de bruggen gerestaureerd. In 1962 besloot het communistische stadsbestuur, mede vanwege de stankoverlast, om de stadsgracht definitief te dempen. Dit was in 1965 gerealiseerd.

## Reconstructie

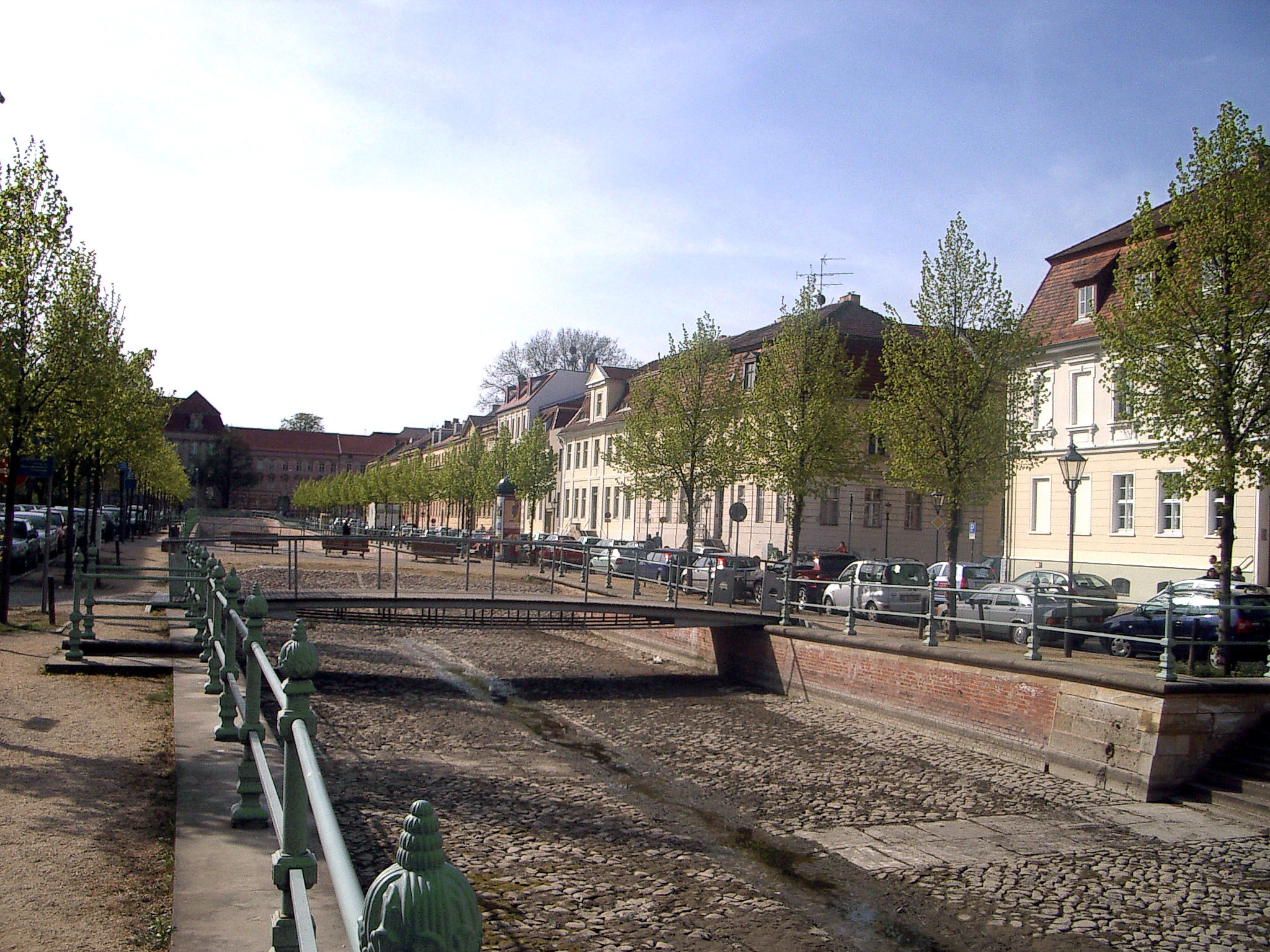
Het droogstaande eerste gedeelte van de gereconstrueerde stadsgracht

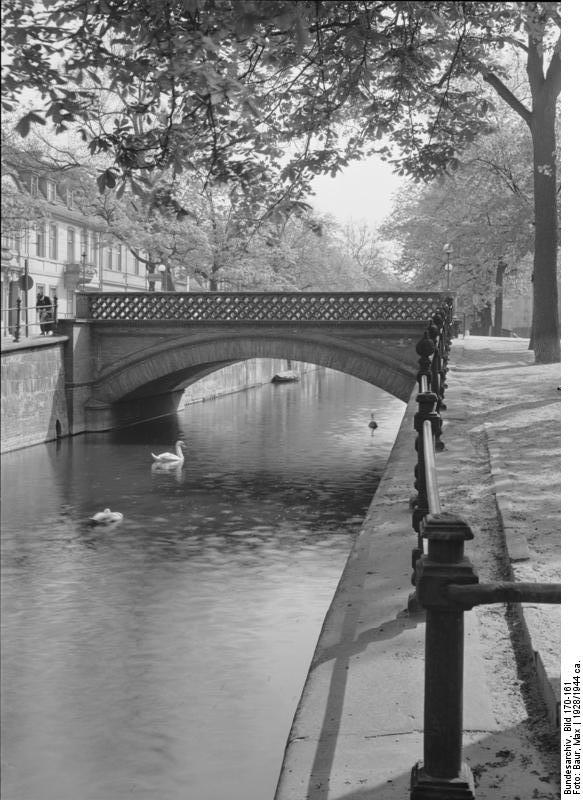
Brug over het Stadtkanal

Sinds 1990 zet een vereniging, onder leiding van Siegfried Benn, zich in voor de reconstructie van de oude stadsgracht. In 1999 werd begonnen met het gedeeltelijk uitgraven van de stadsgracht en de restauratie van de grachtwanden. Twee jaar later was het eerste gedeelte in de Yorckstraat klaar. Omdat dit deel nog niet is aangesloten op de rivier de Havel staat het meestal droog. De feestelijke inwijding van de gereconstrueerde Ladenbergbrug (Ladenbergbrücke) vond in 2001 plaats ter gelegenheid van de Bundesgartenschau (BUGA). In 2007 begon de reconstructie van de Kellertorbrug (Kellertorbrücke) met een tentoonstelling. Het is de bedoeling dat in 2016 de volledige stadsgracht is gereconstrueerd. De reconstructie wordt gedeeltelijk uit giften gefinancierd. Delen van het hekwerk langs de stadsgracht, de palen van gietijzer, kunnen door donateurs worden "gekocht". Als dank wordt de naam van de donateur in de paal gegraveerd.
Een jaarlijks terugkerend evenement in de stadsgracht is de Kanu-Kanalsprint. Dit is een kanowedstrijd die op 3 oktober 2005, de Dag van de Duitse eenheid, voor de eerste keer werd gehouden in het gereconstrueerde gedeelte van de stadsgracht. Speciaal hiervoor wordt ieder jaar de stadsgracht vol water gepompt. De resterende tijd van het jaar staat de stadsgracht droog.
In maart 2009 zijn de reconstructiewerkzaamheden aan het tweede gedeelte van de stadsgracht begonnen.

## Verloop
De stadsgracht werd aangelegd als zijarm van de Havel en liep door de binnenstad van Potsdam. De totale lengte bedroeg 1,4 kilometer. De stadsgracht begon bij de Havelmonding in de Dortusstraße en kruiste de Breite Straße. Daarna boog hij af naar de Yorckstraße en volgde de Berliner Straße waarna hij overging in de straat Am Kanal en vervolgens weer uitmondde in de Havel.

## Bruggen
In totaal overspanden negen bruggen de stadsgracht, enkele daarvan zijn:
- Breite Brücke (Breite Straße)
- Waisenbrücke (Dortustraße / Yorckstraße)
- Berliner Brücke (Am Kanal / Berliner Straße)
- Ladenbergbrücke (Yorckstraße / Wilhelm-Staab Straße)
- Nauener Brücke (Friedrich-Ebert-Straße / Yorckstraße)
- Kellertorbrücke (Am Kanal bij de Havel)